# Manuela Tojal
Manuela Tojal foi uma aclamada estilista portuguesa nascida em 1956 na cidade do Porto. Faleceu em Julho de 2005, vítima de cancro.

## Biografia
Em 1977, ainda apenas com vinte e um anos, concluiu o curso de moda da Escola Gudi, no Porto, onde viria a ser professora.
Seis anos mais tarde inaugurou, na Foz do Douro, a sua primeira loja, à qual deu o nome "Traço Branco".
Manuela Tojal ocupou também o cargo de assistente do professor Leonel de Moinier da Escola Esmod Guerre de l'Avigne, em Paris, de 1979 até 1984.
Em 1985, a estilista ganhou o primeiro prémio de Design Portex/inverno, assim como a Menção Honrosa Pública da Melhor Coordenação no mesmo evento. A criadora foi coordenadora dos shows de moda Portex de 1985 a 1987 e em 1989 e 1990.
Em 1987, abriu outro estabelecimento "Traço Branco" e organizou o primeiro desfile de moda com o nome das suas lojas. Ainda em 1987, a estilista portuense expôs trabalhos seus nos salões de moda da FIL, em Lisboa, e da Portex, no Porto. Também criou o guarda-roupa para uma companhia de teatro e para uma escola de circo nesse mesmo ano.
Em 1988, a convite do Instituto do Comércio Externo de Portugal, Manuela Tojal apresentou criações suas na Escandinávia, levando-as ainda a Lyon, em França.
Em 1989/90, foi distinguida como a melhor criadora da Portex.
Já desde 1987 que participava regularmente em feiras de moda nacionais e o destaque que ganhou valeu um convite do governador civil de Macau para elaborar uma coleção de roupa. O tema da coleção foi "A Rota da Seda", apresentada no então território português em 1992.
O ano de 1995 ficou marcado pela inauguração de mais uma loja no Porto, desta vez na Boavista.
Manuela Tojal marcou ainda presença em duas edições do Portugal Fashion, na Futuro Moda de 1999, em Lisboa, e desenhou o vestido de noiva da atriz e apresentadora de televisão Catarina Furtado, poucos meses antes de falecer aos 49 anos.
Manuela morre a 31 de Julho de 2005, depois de vários anos de luta contra o cancro.
Manuela Tojal deixa como legado o romanticismo e a elegância das suas criações, consideradas até hoje o apogêu da alta-costura portuguesa.
As lojas "Traço Branco" permanecem em atividade pela mão do empresário José Manuel Libório, viúvo da estilista.